# ۱۸ کژدم
۱۸ کژدم یک ستاره است که در صورت فلکی کژدم قرار دارد.